# Golf na Światowych Wojskowych Igrzyskach Sportowych 2019 – mężczyźni drużynowo
Rywalizacja drużynowa mężczyzn w golfie na Światowych Wojskowych Igrzyskach Sportowych 2019 została rozegrana między 20 a 23 października w chińskim Wuhanie na polu golfowym Tianwaitian Golf Course.

## Terminarz
Wszystkie godziny podane są w czasie chińskim (UTC+08:00) oraz polskim (CEST).
| Data                      | Godzina rozpoczęcia | Godzina rozpoczęcia |         |
| Data                      | UTC+08:00           | CEST                |         |
| ------------------------- | ------------------- | ------------------- | ------- |
| 20 października 2019(dts) | 8:30                | 16:30               | 1 runda |
| 21 października 2019(dts) | 8:30                | 16:30               | 2 runda |
| 22 października 2019(dts) | 8:30                | 16:30               | 3 runda |
| 23 października 2019(dts) | 8:30                | 16:30               | 4 runda |

## Uczestnicy
W zawodach drużynowych mężczyzn brało udział 12 zespołów narodowych (74 golfistów).

- Bahrajn (6)
- Brazylia (6)
- Estonia (6)
- Francja (6)
- Hiszpania (6)
- Holandia (6)
- Kanada (5)
- Niemcy (6)
- Pakistan (4)
- Sri Lanka (6)
- Stany Zjednoczone (6)
- Zimbabwe (5)

W turnieju drużynowym mogło startować maksymalnie 6 zawodników z jednego państwa. Punkty dla drużyny były zaliczane czterech zawodników,

## Medaliści
| Konkurencja           | Złoto                                                                                  | Srebro                                                                              | Brąz                                                                                    |
| --------------------- | -------------------------------------------------------------------------------------- | ----------------------------------------------------------------------------------- | --------------------------------------------------------------------------------------- |
| – Drużynowo / państwo | Brazylia                                                                               | Francja                                                                             | Stany Zjednoczone                                                                       |
| – golfiści            | Daniel Ishii Andre Tourinho Rodrigo Lee Rafael Becker Philippe Gasnier Gustavo Teodoro | Maxime Radureau Nicolas Calvet Leonard Bem Frederic Alba Mael Tasset Andre de L Arc | Dalton Dishman Justin Broussard Andrew Fecteau Russell Marion Ian Milne Brandon Johnson |

## Karta pola
| Dołek | Dołek | 1 | 2 | 3 | 4 | 5 | 6 | 7 | 8 | 9 | Out | 10 | 11 | 12 | 13 | 14 | 15 | 16 | 17 | 18 | In | Suma |
| ----- | ----- | - | - | - | - | - | - | - | - | - | --- | -- | -- | -- | -- | -- | -- | -- | -- | -- | -- | ---- |
| Par   | Par   | 4 | 4 | 5 | 4 | 3 | 5 | 3 | 4 | 4 | 36  | 4  | 5  | 4  | 3  | 5  | 4  | 3  | 4  | 4  | 36 | 72   |

## Wyniki
| Pozycja | Reprezentacja     | Rundy | Rundy | Rundy | Rundy | Wynik ogółem | Poniżej par |
| Pozycja | Reprezentacja     | 1     | 2     | 3     | 4     | Wynik ogółem | Poniżej par |
| ------- | ----------------- | ----- | ----- | ----- | ----- | ------------ | ----------- |
| złoto   | Brazylia          | 278   | 277   | 280   | 276   | 1111         | -41         |
| srebro  | Francja           | 296   | 292   | 289   | 286   | 1163         | +11         |
| brąz    | Stany Zjednoczone | 294   | 299   | 305   | 297   | 1195         | +43         |
| 4       | Bahrajn           | 314   | 305   | 317   | 301   | 1237         | +85         |
| 5       | Pakistan          | 303   | 319   | 299   | 316   | 1237         | +85         |
| 6       | Kanada            | 314   | 307   | 311   | 310   | 1242         | +90         |
| 7       | Niemcy            | 324   | 314   | 315   | 300   | 1253         | +101        |
| 8       | Hiszpania         | 322   | 316   | 309   | 323   | 1270         | +118        |
| 9       | Holandia          | 328   | 315   | 322   | 320   | 1285         | +133        |
| 10      | Sri Lanka         | 338   | 341   | 339   | 339   | 1357         | +205        |
| 11      | Estonia           | 373   | 376   | 374   | 372   | 1495         | +343        |
| 12      | Zimbabwe          | 418   | 403   | 411   | 393   | 1625         | +473        |

Źródło: Wuhan